# Tosse
Tosse är en kommun i departementet Landes i regionen Nouvelle-Aquitaine i sydvästra Frankrike. Kommunen ligger i kantonen Soustons som tillhör arrondissementet Dax. År 2022 hade Tosse 3 455 invånare.

## Befolkningsutveckling
Antalet invånare i kommunen Tosse
Referens:INSEE